# 軽気球と勿忘草
「軽気球と勿忘草」（けいききゅうとわすれなぐさ）は、pigstarの1枚目のシングル。2007年1月24日にTSUTAYA RECORDSより発売。

## 解説
pigstarは、この時点で2枚のミニ・アルバムを発表していたが、シングルは本作が初となる。TSUTAYA数量限定CDとして定価300円でリリースされた。同年6月にリリースしたミニアルバム『永遠の存在者』に収録されている。　

## 収録曲
1. 軽気球
  - 作詞・作曲 - 関口トモノリ
2. 勿忘草
  - 作詞・作曲 - 関口トモノリ

| スタブアイコン | サブスタブ | この項目は、まだ閲覧者の調べものの参照としては役立たない、シングルに関連した書きかけの項目です。この項目を加筆・訂正などしてくださる協力者を求めています（P:音楽/PJ:楽曲）。 |